# Pompeu Longí
Pompeu Longí (en llatí Pompeius Longinus) va ser un militar romà del segle i.
Va ser un tribú de les tropes pretorianes i Neró el va privar del seu comandament després d'avortar la conspiració de Pisó l'any 65. Sota l'emperador Galba va tornar a ser tribú i es va mantenir fidel a aquest emperador quan les forces militars desertaven al bàndol d'Otó.